# WikiWikiWeb
WikiWikiWeb (или WardsWiki) — самый первый вики-движок. Был разработан в 1994 году Уордом Каннингемом для того, чтобы облегчить процесс обмена идеями между программистами.
Движок был основан на идеях программы HyperCard, в разработке которой он принимал участие в конце 1980-х. Он установил WikiWikiWeb на сайте своей компании «Cunningham & Cunningham» c2.com и запустил его 25 марта 1995 года.
Выбор названия движка Каннингем объяснил тем, что видел в международном аэропорте Гонолулу вики-вики шаттлы — небольшие автобусы, курсировавшие между терминалами. Слово «wiki» на гавайском языке означает «быстро»; Каннингем же планировал сделать движок, позволявший пользователям максимально быстро редактировать и создавать статьи, поэтому он думал назвать его «QuickWeb» (англ. quick — быстрый). Позже он решил сменить название на «WikiWikiWeb».
Главная страница WikiWikiWeb содержит следующее приветствие:

Наш сайт акцентирует своё внимание в первую очередь на ЛюдяхПроектахИШаблонах в РазвитииПрограммногоОбеспечения. Тем не менее, это гораздо больше, чем просто НеофициальнаяИсторияИдейПрограммирования. Здесь есть своя культура и РазительноеСвоеобразие сайта. Сайт отличает, в частности, тот факт, что весь Вики-контент является РаботойНастоящегоВремени, и то, что он будет всегда являться форумом, где люди делятся новыми идеями. ОтделенияВики изменяется по мере того, как люди приходят и уходят. Большое количество сохранившейся доныне информации субъективно или неактуально. Если вы ищете сайт справочных материалов, преданный своему делу, попробуйте ВикиПедию.
Оригинальный текст (англ.)Our site’s primary focus is PeopleProjectsAndPatterns in SoftwareDevelopment. Nevertheless it is much more than just an InformalHistoryOfProgrammingIdeas. It has a culture and DramaticIdentity of its own. In particular, all Wiki content is WorkInProgress and this will always be a forum where people share new ideas. WardsWiki changes as people come and go. Much of the information that remains is subjective or dated. If you are looking for a dedicated reference site, try WikiPedia.

Некоторые слова здесь написаны в стиле CamelCase (так называемый «ВерблюжийРегистр»), так как это особенность синтаксиса WikiWikiWeb, позволяющая создавать внутренние ссылки по сайту.